# Thrinchostoma albitarse
Thrinchostoma albitarse là một loài Hymenoptera trong họ Halictidae. Loài này được Blüthgen mô tả khoa học năm 1933.